# Велика ремонстранса
Велика ремонстранса поднета је новембра 1641. године енглеском краљу Чарлсу I. Представља један од најважнијих докумената енглеске уставне историје.

## Акт
Новембра 1641. године Парламент је прихватио Велику ремонстрансу, једну од најважнијих докумената енглеске уставне историје. Око ње се заподенуо оштри сукоб ројалиста и опозиционара. Она је набрајала све прекршаје, политичке и црквене, које је извршио апсолутизам и захтевала да се на важна државна звања доведу лица која уживају поверење Парламента. Говорило се и о замени епископата колегијалним уређењем цркве што је довело до расцепа Парламента и стварања два блока између ројалиста и епископата. 
Повеља је 1. децембра поднета краљу. Чарлс I се разбеснео и наредио хапшење петорице посланика, вођа опозиције. Међутим, чак је и Дом Лордова одбио да изврши наредбу. Пет посланика је недељу дана касније тријумфално пролазило улицама Вестминстера. 